# 住吉的长屋
住吉的長屋（日语：住吉の長屋）是一座位於日本大阪府大阪市住吉区的两层楼私人住宅建筑，該建築是日本建筑师安藤忠雄最早期的作品之一。由于该住宅的业主姓“东”，因此又常被称为东邸（Azuma House）。安藤忠雄因此建筑表现的设计理念，而获得了1979年的日本建築学会奖。

## 建筑概要
- 设计：安藤忠雄／安藤忠雄建筑研究所
- 设计时间：1975年1月到8月
- 施工时间：1975年10月到1976年2月
- 基地面积：57m2
- 占地面积：34m2
- 总建筑面积：65m2
- 结构：清水混凝土
- 规模：2层
- 获奖：第31届日本建筑学会奖（1979年）

該住宅於1976年2月竣工，建築造價為1千萬日元，佔地面積僅有中央三分之一的庭院和周圍房屋的一部分。由於是在一個狹小的土地上建造的，因此在建築設計上面臨著多個限制，包括建蔽率、通風和採光等方面的問題。此外建築物並沒有朝外的窗戶，僅能夠從庭院採光。
從正門進入，首先能夠進入客廳，前往廚房或者二樓的方向需要穿過中庭。為了創造一個住宅豐富的空間，安藤在保留傳統長屋住宅樣式的基礎上大膽加以現代的改造，引入自然的氣息，試圖推進一種更加人性化的住宅設計。並在預算有限、場地有限的嚴峻條件下，在滿足建築覆蓋率等諸多條件的同時，也需要有保證通風採光，卻犧牲了功能性和便利性來營造豐富的空間，因此，雖然該建築在一些方面被高度評價，但也由於居住時的不方便引起了諸多非議，例如在雨天需要拿傘才能去上廁所。此外，從航空照片或背面看建築物時，可以看到一些牆面的位置被設置了退縮空間，因此一般公開的美觀矩形平面圖僅為虛構的。
關於建築一連串的批評，UT OCW Podcasts的《安藤忠雄：建築をつくる、都市をつくる》第二集中能夠聽到安藤本人對此進行了陳述。此外，據說現在他依然與委託主建立了信任關係，當委託主抱怨寒冷時，他曾回答道：「去運動一下吧。」
長屋的委託主是電通神戶支店的社員，公司隔壁座位是作家新井满。據說新井曾向委託主說過：「游擊隊之類的古怪人物還是別找了」，但後來安藤親自確認時，他並沒有說過這樣的話。這位業主實在看到了刊登在雜誌上的看見安藤的設計作品「邸」後，就向安藤提出了委託。起初他希望建造一個西班牙風格的房子。地址位於三連戶的中間，因此原本的建築拆除時曾存在倒塌的風險。導致基礎的改變對建築有點偏移，由於安藤事先知道地基較弱，因此在該工程設計做了相應的處理，最終避免了長屋倒塌的風險。長屋的施工由真工建築股份有限公司（位於大阪市西區）負責。
2011年，安藤在他的著作《住吉的長屋》中提到，他感到驚訝的一點，是委託主至今仍然可以很好地生活在這個房子裡。他曾建議委託主在中庭上建一個屋頂，但被委託主一口拒絕，表示「既然到這個地步了，就會一直住下去。」

## 設計思想
位於近畿地區（京都市、大阪市）長屋住宅的住宅風格，理想中要擁有配備中庭、通往庭院和後院的通道設計。但在此次建築設計的土地不夠充足的情況下，很難能夠提供良好的住宅環境。由於安藤自己長期居住在長屋的住宅環境中，因此了解建築物在通風、採光、日照等對生活的重要性，所以才對住吉的長屋採用創新性的大膽設計。建築物的土地只有兩間門面，七間深，面積僅有14坪。安藤認為，「這樣的土地根本無法反映委託主最初的意圖，因此他考慮把長屋完全切斷，將混凝土盒子放進去，使它像抽象的藝術品一樣。」安藤追求的是這樣的空間：構成簡潔，但空間富有意義；對外封閉，但通過光線在內部造成戲劇性效果。 並表示「雖然看似簡單，但實際上並不簡單，我想要創造出即使在多麼小的空間中，也存在著不可替代的自然，及豐富居住環境的住宅。」。
考慮到將約三分之一的空間用作中庭，這樣即使建築物佔地率為60％，也可以在整個土地上進行建造，更在合理性的建蔽率範圍內。安藤採用了日本建築一直使用的尺寸，以將日本的感性引入西方環境，並決定了約7尺5寸（約2.25公尺）的天花板高度。室內的裝飾材料和家具都使用天然材料，地板採用石材，地板和家具採用木製。
在批評方面，安藤表示：「像里查·塞拉及埃爾斯沃斯·凱利等人，也不是直接通過使用舊建築的形式和材料，來傳承地區小鎮房屋的空間記憶，或是在日常生活、歷史、傳統等對人類生活至關重要的要素，而是透過完全抽象化的幾何學方形結構中，將人們長期居住的傳統房屋和對自然的態度，全部一次性地封裝起來。」

## 獎項
1979年，住吉的長屋獲日本建築學會獎。並於2006年被DOCOMOMO JAPAN選為「日本近代運動建築」。